# Powick Asylum Music
Powick Asylum Music è composta da una serie di gruppi di musica da ballo, quadriglie e polche, scritti da Edward Elgar durante il suo periodo come direttore della banda a Worcester City e County Lunatic Asylum, in seguito Powick Asylum (Manicomio Powick), tra il 1879 e il 1884. La musica non fu pubblicata, ma i manoscritti originali delle parti strumentali sono conservati nella collezione dell'Elgar Birthplace Museum.

## Storia
Nel 1879 Elgar, all'età di 22 anni, fu nominato bandmaster al Worcester City e County Lunatic Asylum. La banda - formata dagli assistenti, non dai pazienti - era necessaria per suonare ai balli regolari dei pazienti. Elgar aveva già suonato il violino nella banda per due anni. Il suo giorno alla settimana era il suo primo lavoro regolare di composizione o direzione. Il compito di Elgar era di addestrare e dirigere la banda e gli veniva richiesta una conoscenza pratica della tecnica di flauto, oboe, clarinetto, eufonio e tutti gli strumenti ad arco. Veniva pagato £32 all'anno - £4 all'anno in meno rispetto al suo predecessore, senza dubbio a causa della sua inesperienza. Inoltre, gli venivano pagati 5 scellini per ogni polka e quadriglia che componeva per la banda e uno scellino e sei pence per l'accompagnamento nei momenti del Christy's Minstrels del giorno.
The Musical Times scrisse: «Questa esperienza pratica si è rivelata di grande valore per il giovane musicista [...] Ha acquisito una conoscenza pratica delle possibilità di questi diversi strumenti [...] Conoscendo così intimamente il colore del tono, i dettagli di questi e molti altri strumenti.».
Sebbene Elgar non avesse altra posizione stabile, le crescenti richieste che gli richiedevano sempre più tempo e le sue crescenti aspirazioni come compositore (l'opera orchestrale Sevillaña era appena stata scritta ed eseguita a Worcester e Londra) lo portarono, nell'autunno del 1884, a dimettersi da maestro del Powick Asylum.
Il musicologo britannico Percy M. Young, nel suo Elgar O.M.: a study of a musician del 1973, racconta come, nella vecchiaia, Elgar amasse sgonfiare l'affettazione da parte dei visitatori adulatori, avviando una conversazione con le parole "Quando ero al Manicomio...(il Lunatic Asylum)".

## Musica
Per un po' di tempo prima della sua nomina come bandmaster al Powick Asylum, Elgar aveva già suonato il violino in concerti occasionali dati per i detenuti. Nel dicembre del 1878 venne a sapere che il posto di direttore della banda della casa di cura sarebbe diventato vacante nel nuovo anno, quindi, come dimostrazione della sua abilità compositiva, scrisse un Minuetto in sol minore per la piccola banda, datato 21 dicembre 1878 e questo può essere considerato il primo dei brani di Asylum Music. Della musica scritta durante il suo periodo lì come bandmaster, ci sono dieci gruppi. I gruppi di quadriglie (compreso Lancers) hanno ciascuno cinque balli, che hanno nomi individuali solo nel gruppo Paris. I titoli e le dediche sono scritti dal compositore sulla prima pagina di ogni manoscritto.

### Titoli e dediche
1. La Brunette: Quadriglie. "Dedicato (con ogni sentimento di riguardo e stima) a Geo. Jenkins Esq." George Jenkins era l'impiegato dell'asilo. Primo lavoro di Elgar per la band. 1879.
2. Die Junge Kokette: Quadriglie (o Caledonians). "Dedicato (con il permesso) a Miss J. Holloway." - pianista e organista dell'asilo. L'apertura della terza quadriglia fu in seguito utilizzata nel primo movimento, "March", della sua seconda suite The Wand of Youth. Die kleine Coquette era una variante suggerita del titolo.[6] 18 maggio 1879.
3. L’Assomoir:[7] Quadriglie. La quinta quadriglia fu in seguito utilizzata, col titolo "The Wild Bears", nell'ultimo movimento della sua seconda suite ''Wand of Youth''. Il racconto popolare L'Assommoir di Émile Zola era stato pubblicato di recente (1877). 11 settembre 1879.
4. The Valentine: Gruppo di Lancer. Chiaramente per festeggiare il Giorno di San Valentino (14 febbraio). 2-15 febbraio 1880.
5. Maud: Polka. Prima polka di Elgar. 30 maggio 1880.
6. Paris: Quadriglie. "(presentano canzoni francesi). Dedicato a Miss J. Holloway, Powyke".[8] La prima visita di Elgar all'estero fu a Parigi nel 1880, che visitò con Charlie Pipe che avrebbe dovuto sposare la sorella di Elgar, Lucy un anno dopo e i titoli riflettono le impressioni di Elgar.[9] Incorporano canzoni francesi popolari, ad esempio "La femme de l'emballeur" nell'ultima quadriglia.[10] 17 ottobre 1880.
  1. Châtelet.
  2. L'Hippodrome
  3. Alcazar d'Été (Champs Élysées)
  4. La! Suzanne!
  5. Café des Ambassadeurs: "La femme de l’emballeur".
7. Nelly: Polka. Attribuita da Elgar a "Fras. Thos. Elgar "(suo fratello Frank, nel tentativo di incoraggiarlo a comporre). Nelly era il nome familiare dell'amica di Elgar Helen Weaver, alla quale era stato fidanzato per un breve periodo.[11] ottobre 1881.
8. La Blonde: Polka. "Grande Polka de Concert", con la dedica in tedesco "H. J. W. vom Leipzig gewidmet". Helen Weaver all'epoca studiava a Lipsia ed Elgar la visitò lì alla fine dell'anno.[12] 15 ottobre 1882.
9. Helcia: Polka. Firmata “Edward Elgar. Composer in ordinary to the W. C. & C. L. A.” Gli accordi di chiusura sono quelli che aprono la canzone "Sabbath Morning at Sea" in “Sea Pictures” di Elgar. 1 ottobre 1883.
10. Blumine:[13] Polka. Inscritto: "von Eduard Wilhelm".[14] L'ultima composizione di Elgar per la banda e la più avanzata come spartito. 22 maggio 1884.

## Strumentazione
Le danze sono orchestrate (con poche eccezioni) per ottavino, flauto, clarinetto, due cornette, eufonio, bombardone, 1° e 2° violino, contrabbasso e pianoforte.
Ogni ballo è stato orchestrato in base agli strumenti disponibili al momento, quindi una parte per viola è stata aggiunta alla sezione di archi solo in Nelly ed Helcia; l'ottavino è stato abbandonato in L'Assomoir e Blumine; il flauto tolto da La Blonde, Helcia e Blumine; in La Blonde un trombone sostituisce l'eufonio e Die Junge Kokette non ha né trombone né eufonio. Gli orchestrali venivano trovati nel personale del manicomio. La banda era guidata da una giovane pianista, la signorina J. Holloway e Elgar le dedicò due pezzi.